# 311231 Anuradhapura
311231 Anuradhapura este un asteroid din centura principală de asteroizi.

## Descriere
311231 Anuradhapura este un asteroid din centura principală de asteroizi. A fost descoperit pe 16 ianuarie 2005 la Kitt Peak National Observatory, în cadrul proiectului Spacewatch. Asteroidul prezintă o orbită caracterizată de o semiaxă mare de 2,33 ua, o excentricitate de 0,10 și o înclinație de 3,5° în raport cu ecliptica.